# Pietro Croci
Pietro Croci (Agra, 1871 – Parigi, 1938) è stato un giornalista italiano.

## Biografia
I primi suoi articoli apparvero nel 1895 sulla Lega Lombarda; si trasferì a Parigi e lavorò come corrispondente free lance per diversi giornali, per poi legarsi al Corriere della Sera nel 1907. Proseguì la sua attività anche durante la Grande guerra, aderendo alla linea interventista del quotidiano milanese. Nel primo dopoguerra divenne direttore della redazione parigina del Corriere. 
Fu amico e uomo di fiducia di Luigi Albertini, direttore per ben 25 anni, che indicò proprio il suo nome per la sua successione quando nel 1925 fu costretto ad abbandonare la direzione del giornale in seguito alle pressioni del governo fascista. Nell'occasione, Albertini gli permise di alloggiare direttamente nella sede di Via Solferino, nella "stanza segreta" che aveva fatto arredare per l'amico personale Gabriele D'Annunzio e che questi utilizzava quando si recava a Milano e non desiderava essere riconosciuto da creditori o da donne troppo invadenti.
Nella vicenda passata alla storia come la "fascistizzazione" del Corriere della Sera, Croci detenne il titolo di direttore solo in via provvisoria (per meno di cinque mesi, dal novembre 1925 al marzo 1926) e fu sostituito da figure via via sempre più compiacenti verso il regime, che alla fine riuscirono a trasformare il giornale in un organo più o meno ufficiale della Repubblica di Salò fino a quando, nel 1945, le pubblicazioni furono addirittura sospese, sia pure per un breve periodo, dal Comitato di Liberazione Nazionale.
Tornato a Parigi, dal 1926 fino alla morte, svolse l'attività di corrispondente per Il Secolo.